# Cabore
Cabore, pseudonimo di Everaldo de Jesus Pereira (Salvador, 19 febbraio 1980), è un ex calciatore brasiliano, di ruolo attaccante.

## Palmarès

### Club

#### Competizioni statali
- Campionato Baiano: 1

Vitoria: 2004

#### Competizioni nazionali
- Coppa J. League: 1

FC Tokyo: 2009
- Sheikh Jassem Cup: 2

Al-Arabi: 2010, 2011

### Individuale
- Capocannoniere della Coppa J. League: 1

2009: (5 gol, a pari merito con Hisato Satō e Kōji Yamase)